# NK Imotski
NK Imotski is een Kroatische voetbalclub uit Imotski. De club werd in 1991 opgericht na de onafhankelijkheid van Kroatië. De thuiswedstrijden worden gespeeld in het Stadion Gospin Dolac dat plaats biedt aan 4000 toeschouwers.
De geschiedenis van de club is verbonden met die van NK Mladost Proložac uit het naburige Proložac, opgericht in 1948 en later als Imotska krajina Proložac spelend. Die club ging halverwege het seizoen 2001/02 wegens financiële problemen ten onder toen ze in de 2. HNL speelde en werd in de lopende competitie vanaf 2002 vervangen door NK Imotski. De club handhaafde zich daarna lang in die klasse. In 2007 kwam de club in opspraak omdat in het logo van de sponsor symbolen van de nationalistische en antisemitische Ustašabeweging zaten. De bond verbood hierop alle uitingen van de club hiermee.
De club speelt sinds 2014/2015 in de Druga HNL.